# 1698
1698 (MDCXCVIII) je bilo navadno leto, ki se je po gregorijanskem koledarju začelo na sredo, po 10 dni počasnejšem julijanskem koledarju pa na soboto.

## Dogodki
- Peter Veliki začne reformirati Rusijo.

## Rojstva
- 17. julij - Pierre-Louis Moreau de Maupertuis, francoski matematik, astronom in filozof († 1759)
- 27. avgust - Israel ben Eliezer, imenovan tudi Ba'al Shem Tov, začetnik hasidijske ločine Judov († 1760)

## Smrti
- 4. november - Rasmus Bartholin, danski znanstvenik in zdravnik (* 1625)